# Oglindă retrovizoare

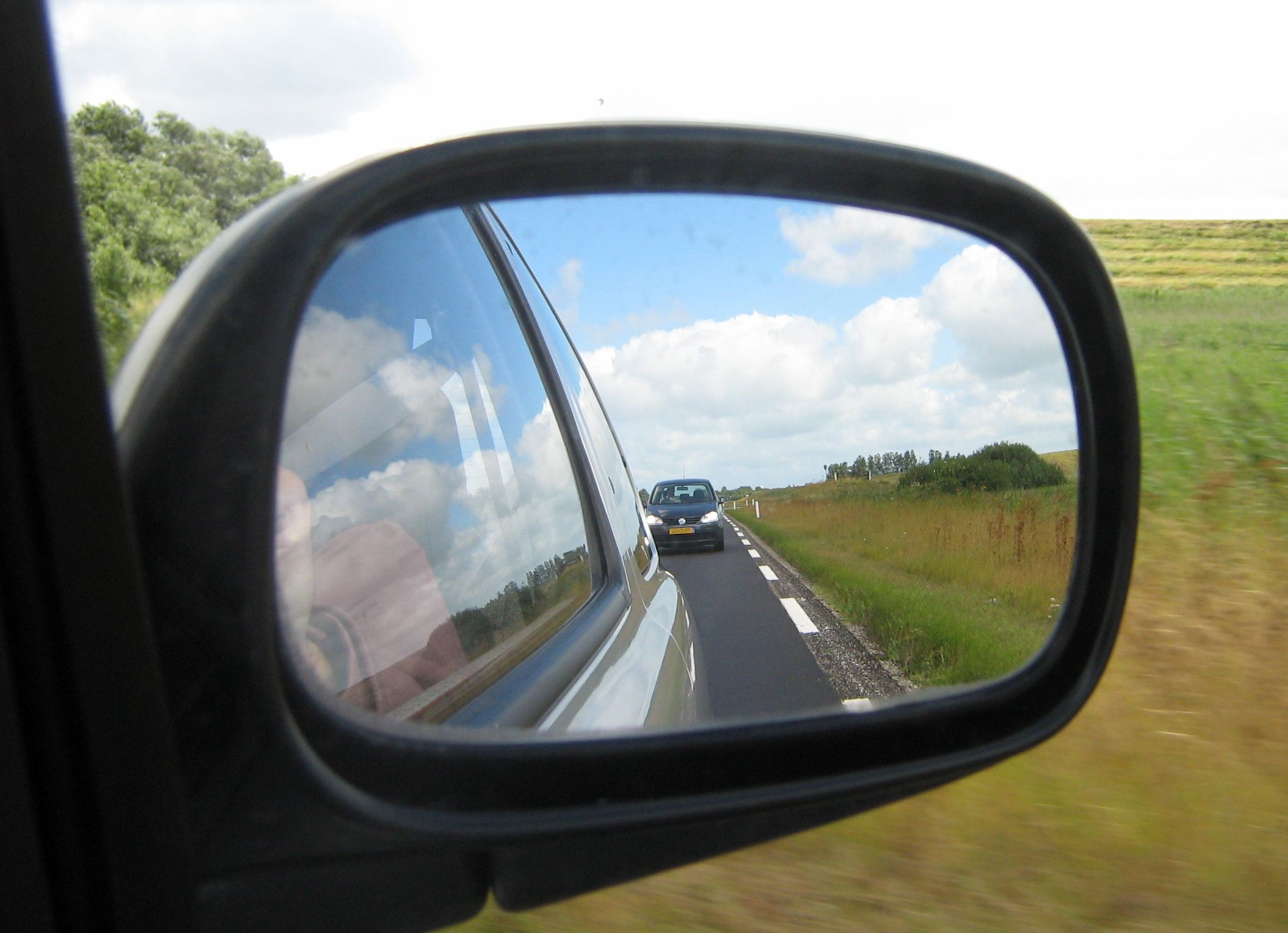
Oglindă retrovizoare laterală

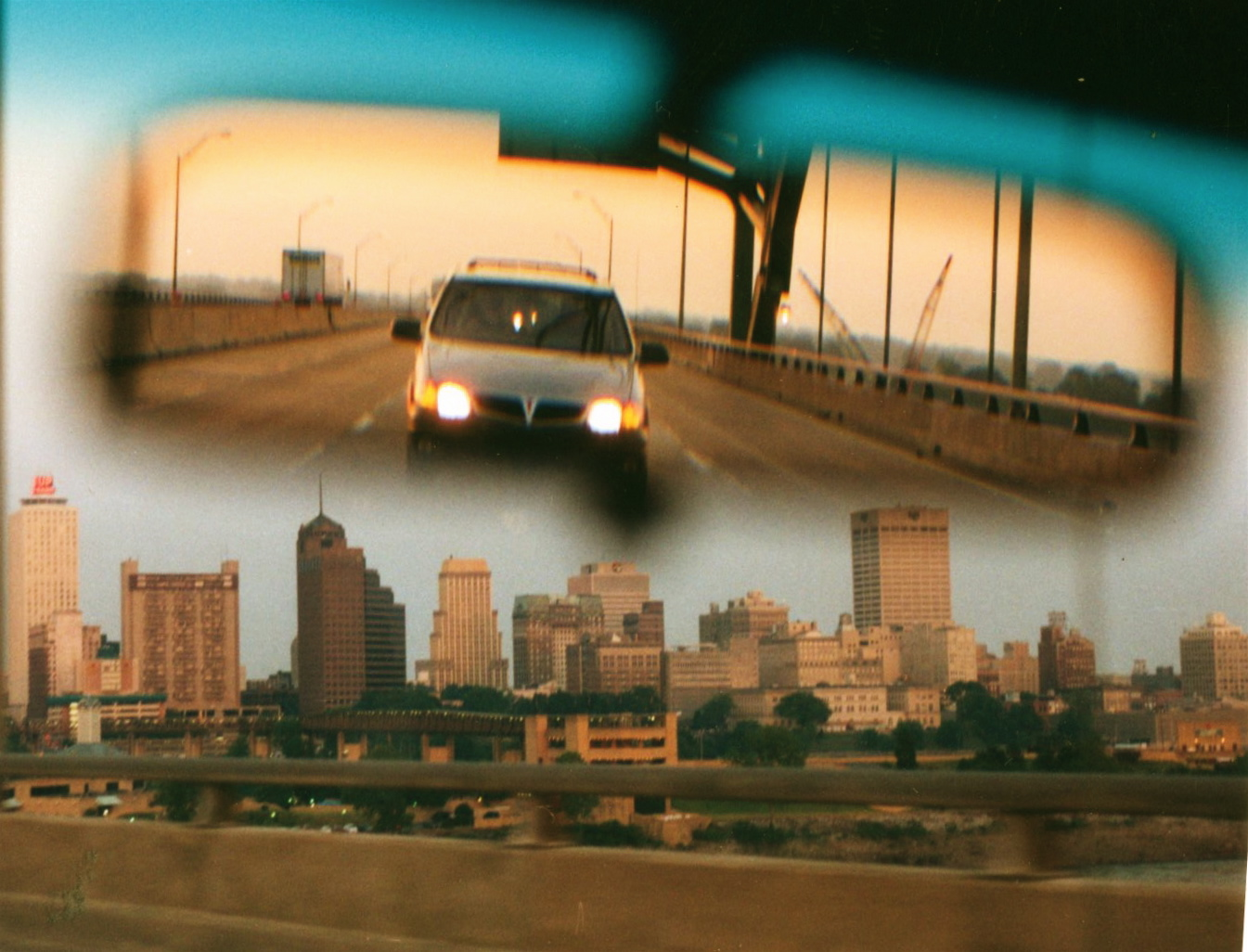
Oglindă retrovizoare interioară

Oglinda retrovizoare este o oglindă care se montează pe automobile și alte vehicule, proiectată pentru a permite conducătorului (auto) să vadă în spate, pe lateral sau prin parbrizul spate al vehiculului.
Oglinda retrovizoare oferă o vizibilitate de doar 15-17 grade, existând astfel un "punct mort" - zona pe care șoferul nu o vede în spatele vehiculului.
Prima menționare a folosirii unei oglinzi retrovizoare apare în cartea lui Dorothy Levitt din 1906 denumită The Woman and the Car. Dorothy Levitt a „inventat” oglinda retrovizoare înainte de a fi fost introdusă de către producători în 1914. Inventatorul Elmer Berger este considerat ca fiind autorul invenției.